# Brigade Alexandroni
La brigade Alexandroni (à ce jour officiellement dénommée « brigade 609 ») est une brigade d'infanterie de l'armée israélienne, aujourd'hui entièrement constituée de soldats de réserve attachés à la brigade Golani.

## Histoire

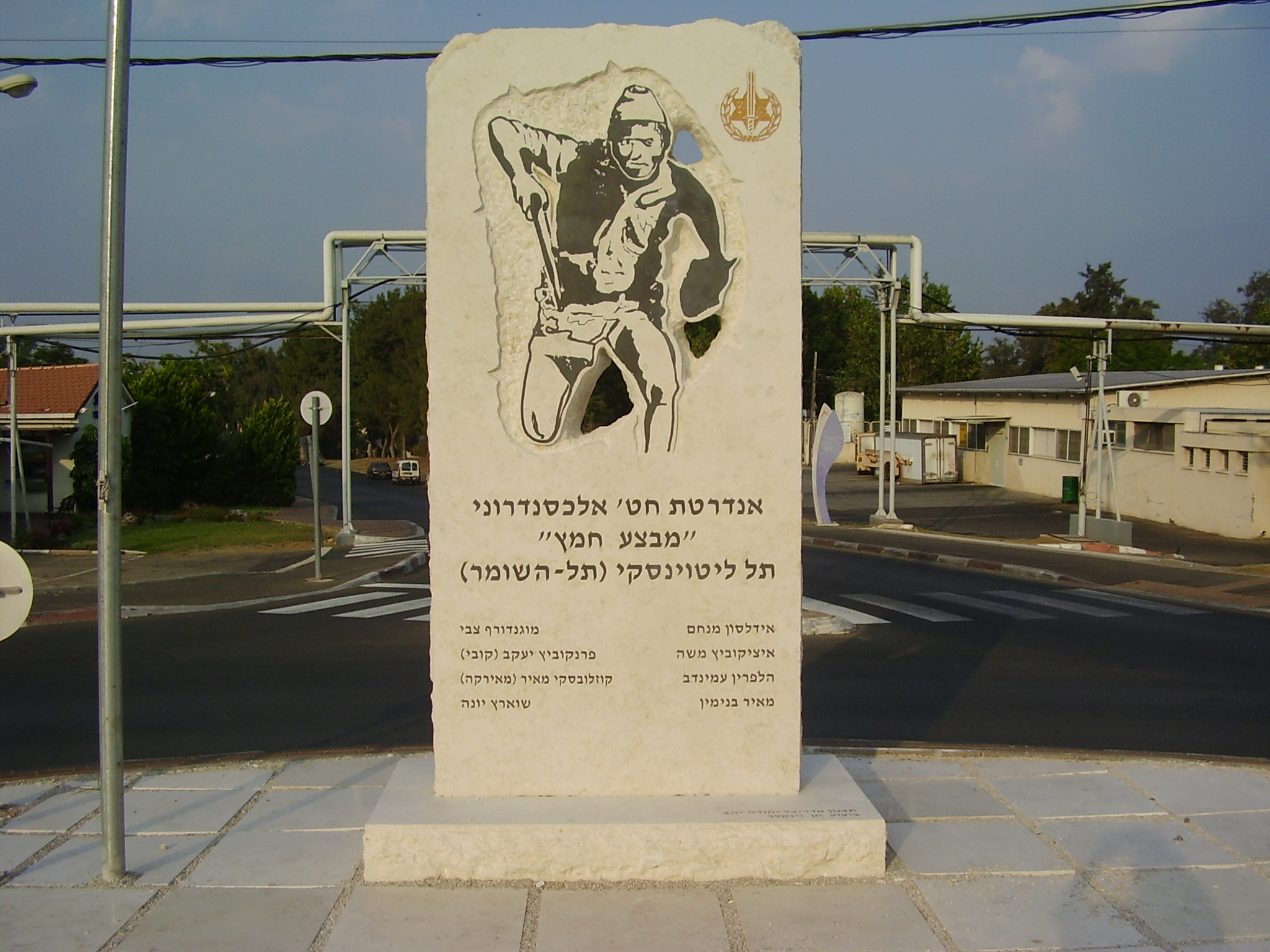
Un des mémoriaux commémorant la brigade Alexandroni.

### Guerre de 1948
La brigade Alexandroni a été créée sous l'autorité de la Haganah en février 1948 en tant que 3e brigade. Elle était attachée à la plaine côtière entre Tel Aviv et le mont Carmel. Elle fut ensuite intégrée aux forces de défense d'Israël à sa création (par ordonnance de David Ben Gourion le 28 mai 1948).
Lors de la guerre de Palestine de 1948, la brigade Alexandroni a participé au nettoyage et au contrôle de la plaine côtière (dont la prise du village d'al-Tantoura), au premier assaut contre Latroun, à l'opération Dani, et à l'opération Ouvda. Le plan Daleth lui confie le « nettoyage » (c’est-à-dire la conquête des villages, l’expulsion de leurs habitants arabes et leur destruction) de 64 villages entre Haïfa et Tel Aviv. La plupart des villages sont abandonnés avant l’arrivée de la brigade, elle n’a donc pas à y combattre. Les quelques villages à avoir résisté sont immédiatement détruits. Elle est responsable ainsi de la destruction de 62 villages. Les seuls villages épargnés de sa zone sont Furaydis (en) et Jisr al-Zarqa (en), dont la population servait de main-d’œuvre à bas coût aux colonnies juives de Binyamina et Zikhron Yaakov. Parmi les autres villages dont elle est responsable de la destruction, se trouvent Jaba, Ijzim, Ayn Ghazal, al-Khayriyya, Kafr Saba, Barrat Qisarya, Saqiya, Umm az-Zinat, puis Tantoura.
Ces actions se décomposent suivant les ordres reçus à un rythme accéléré : le 12 mai, ordre est reçu d’« occuper et de détruire » les villages de al-Tira, Qalansuwa, Qaqoun, Irata, Danba, Iktaba et Shuweika dans les seules journées du 14 et du 15 mai. Dans le même temps, elle doit s’emparer de Qalqilya sans la détruire (seul objectif de cet ordre qu’elle n’atteint pas). Elle reçoit le 14 mai l’ordre d’attaquer et de nettoyer Tirat Carmel, Aïn Ghazal, Ijzim, Kfar Lam, Jaba, Aïn Hawd, al-Mazar.
À la mi-mai 1948, elle combat à Kfar Saba, où quelques uns de ses blessés sont assassinés dans un verger. Elle fait la conquête du village d’al-Tantoura où elle a quelques soldats tués, ses premiers morts depuis le début de la campagne. Elle procède ensuite à un massacre des habitants du village comme l’ont reconnu certains de ses vétérans en 2002,.

### Années 1950
En septembre 1949 après la fin de la guerre, la 3e brigade d'origine fut démantelée avec la plupart des autres brigades. La nouvelle 3e brigade Alexandroni devint une brigade territoriale affectée à la sécurité de la frontière syrienne.

### Années 1960-1970
Durant la guerre des Six Jours en 1967, la brigade Alexandroni fut la première à percer les lignes syriennes sur le Golan. De cette position, la brigade a pu conquérir des postes militaires syriens tels que Dardarah, Tel-Hilal, Mourtapha, jusqu'au village de Rajar, près de Metulah.
Après ce conflit, la brigade fut affectée à la surveillance des hauteurs du Golan, depuis la base militaire de Nafah, responsabilité assumée jusqu'à la guerre du Kippour de 1973, où la brigade fut affectée à la protection des ponts du Jourdain, avant de prendre en charge la ligne de front sur les hauteurs du Golan.
À la suite de la guerre de 1973, la brigade évolua de nouveau pour redevenir une brigade d'infanterie. Le nom fut changé en « brigade 609 », et le commandement fut transféré de la base de Rosh Pina à la base Canaan, puis à la base de Ein Zeitim.

### Années 1980 à 2000
Durant l'intervention militaire israélienne au Liban de 1982, la « brigade 609 » combattit dans la région de Damour et Sidon.
Durant le conflit israélo-libanais de 2006, la brigade fut engagée dans la région occidentale.

## Controverse
Depuis 2000 – date à laquelle le quotidien Maariv a publié un article reprenant une thèse universitaire de 1998 – la brigade est au centre d'une controverse sur le massacre perpétré par les soldats de la brigade Alexandroni lors de la conquête d’al-Tantoura le 23 mai 1948.